# Championship Motocross 2001 Featuring Ricky Carmichael
Championship Motocross 2001 Featuring Ricky Carmichael, ou simplesmente Championship Motocross 2001 é um jogo de motocross do console PlayStation One, lançado em 2001.
Este jogo é uma seqüência de Championship Motocross Featuring Ricky Carmichael, que foi lançado para a mesma plataforma dois anos antes.

## O Jogo
Três vezes campeão do campeonato AMA Motocross, Ricky Carmichael empresta seu bom nome e experiência para o jogo. O game possui 28 pilotos no total, competindo em mais de duas dezenas de trilhas diferentes.

## Trilha sonora
- Bomb 32 - Open Season
- Good Riddance - One For The Braves
- Guttermouth - Secure Horizonts
- One Minute Silence - 1845
- Pimpadelic - Caught It From Me
- Primer 55 -  Loose
- Strung Out - Ashes
- Taproot - Again & Again